# Ruine Aura

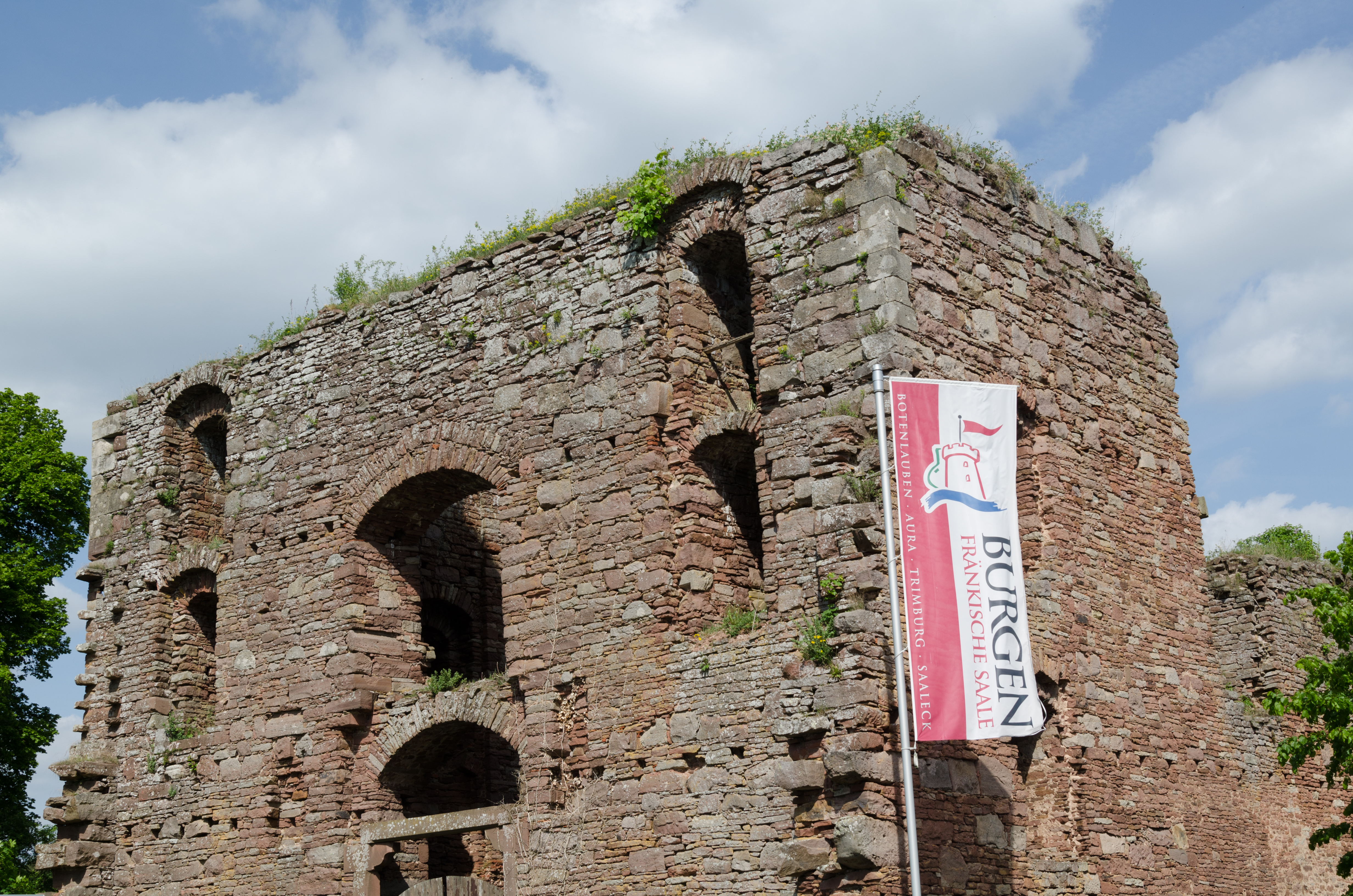
Die Kirchenruine

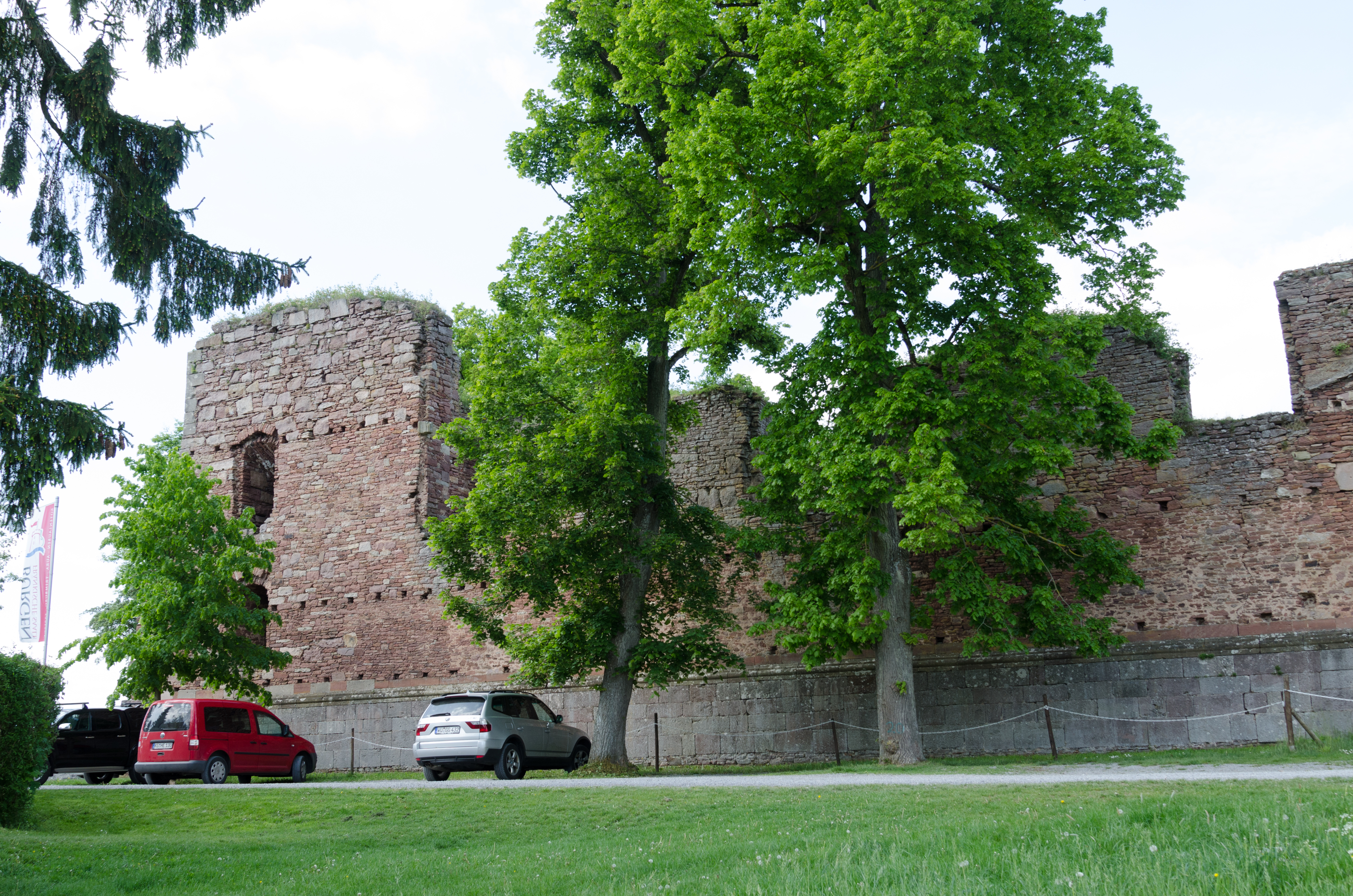
Längsseite

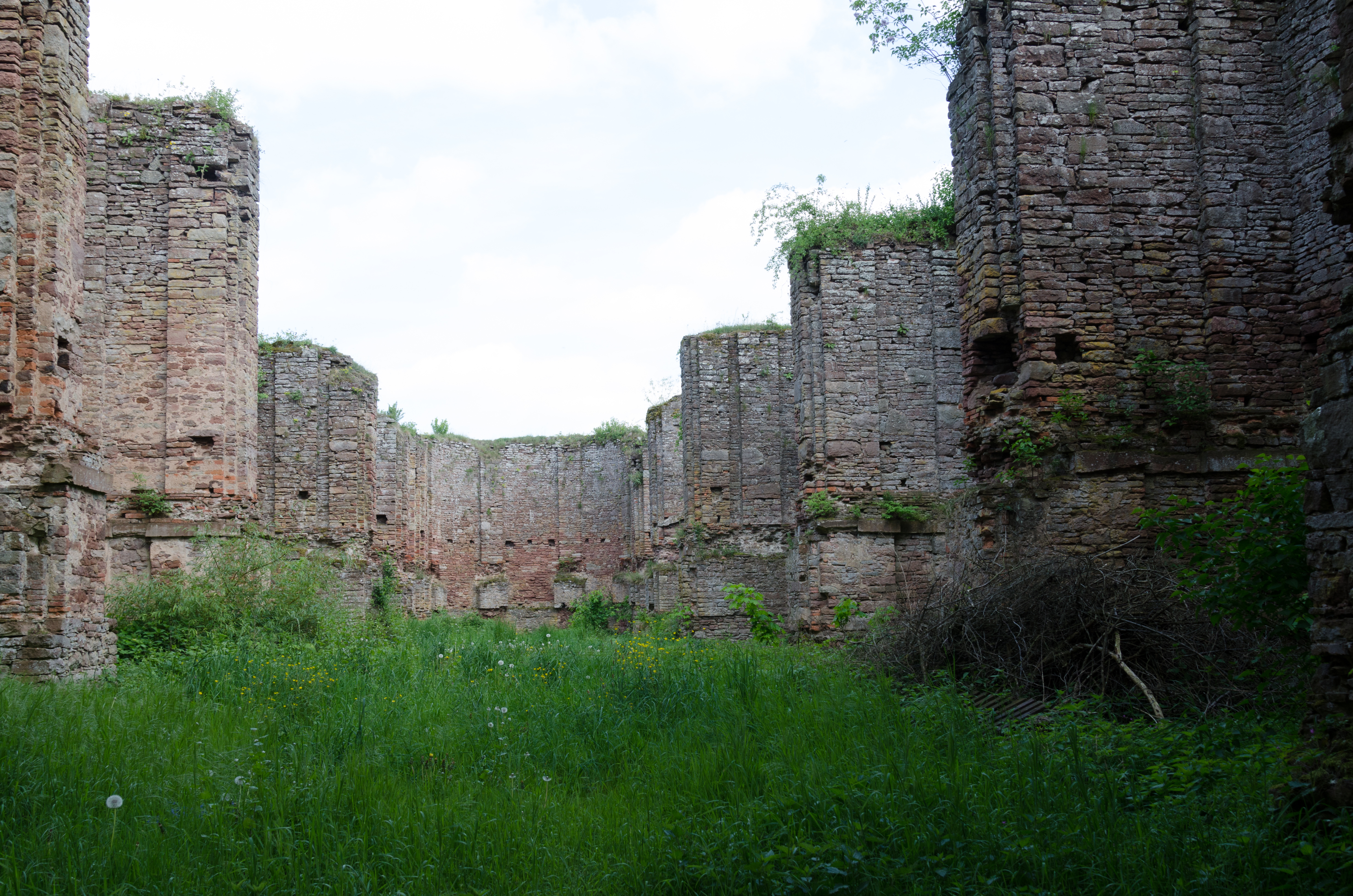
Innenbereich

Die Ruine Aura ist eine Kirchenruine im Tal der Fränkischen Saale an den südlichen Ausläufern der Rhön.

## Geographische Lage
Die Ruine Aura erhebt sich im Landkreis Bad Kissingen zwischen den Gemeinden Bad Kissingen und Aura an der Saale auf einer kleinen Anhöhe neben dem gleichnamigen Ort.

## Geschichte
Ab dem Jahre 1618 wurde die Kirche als Wallfahrtskirche vom Würzburger Fürstbischof Johann Gottfried I. von Aschhausen in Auftrag gegeben. Wegen des beginnenden Dreißigjährigen Krieges und des Todes des Auftraggebers wurde die Kirche jedoch nie vollendet.
Die Anlage ist zu unterscheiden vom Kloster Aura.

## Die Ruine Aura als Ausflugsziel
Im Jahr 1900 wurde unmittelbar neben der Ruine eine Gastwirtschaft gebaut, die über einen Durchbruch mit einem weiteren Gebäude im Inneren der Ruine verbunden war. 1959 entstand weiter von der Ruine entfernt eine Gastwirtschaft mit Terrasse.
Seit 2017 fand sich kein Pächter mehr für das Restaurant. Nach Umbau ist es nun das Kinderhaus Aura.
Einige bekannte Persönlichkeiten besuchten die Ruine, so zum Beispiel Reichskanzler Otto von Bismarck, der Maler Adolph von Menzel und Bundespräsident Theodor Heuss.